# 수크리온
수크리온(학명:Suchoprion cyphodon)은 악어목 피토사우루스과에 속하는 악어이다. 지금은 멸종된 악어로 몸길이가 4~6m인 거대한 악어에 속한다.

## 특징
수크리온은 물속에서의 유영에 보다 수월하도록 발이 물갈퀴의 모습으로 진화한 것이 특징이다. 다른 피토사우루스과에 속하는 악어들처럼 앞다리에 비해 뒷다리가 훨씬 길다. 이러한 수크리온이란 악어는 북아메리카의 후기 트라이아스기(Late Triaghi)의 빈약한 유적으로 알려진 잡식성 악어의 미심쩍은 속이다. 한때 피토룡으로 재분류된 2013년까지 에트로포드 공룡으로 생각되기도 했다. 에드워드 드링커 코프는 1877년 단 하나의 종을 기초로 해서 Sucoprion의 이름을 S. Cyphodon(종류)으로 지었다. S. Cyphodon(종류)은 오직 톱니로부터만 알려져 있다.(AMNH FR 2331A) 두 번째 종인 S. 설시덴스는 1878년에 이름 지어졌다. 두 종 모두 펜실베니아 주 이민스빌의 휘틀리 구리광산에서 발견되었다. 부분적으로 확장된 큰 두개골을 가지고 있으며 두개골의 사이가 다른 피토사우루스과의 악어에 비해 넓다. 양턱에는 총 20~25개의 날카로운 톱니 모양의 삼각형 이빨을 가지고 있으며 이것을 통해 먹이를 붙잡고 베거나 찢어서 먹이를 삼키는 용도로 사용했을 것으로 추정이 된다. 먹이로는 당대에 서식했던 물고기, 갑각류와 같은 육식성의 먹이와 양치식물과 같은 초식성의 먹이를 모두 섭이했을 잡식성의 악어로 추정되는 종이다.

## 생존시기와 서식지와 화석의 발견
수크리온이 생존하던 시기는 중생대의 트라이아스기 후기로 지금으로부터 약 2억년전~1억 8천만년전에 생존했던 악어이다. 생존했던 시기에는 북아메리카를 중심으로 하는 강과 호수에서 주로 서식했던 악어이다. 화석의 발견은 1877년에 미국의 트라이아스기에 형성된 지층에서 미국의 고생물학자인 에드워드 드링커 코프에 의해 처음으로 발견이 되어서 새롭게 명명된 종이다.

## 같이 보기
- 악어
- 중생대
- 트라이아스기
- 파충류
- 화석